# Court métrage

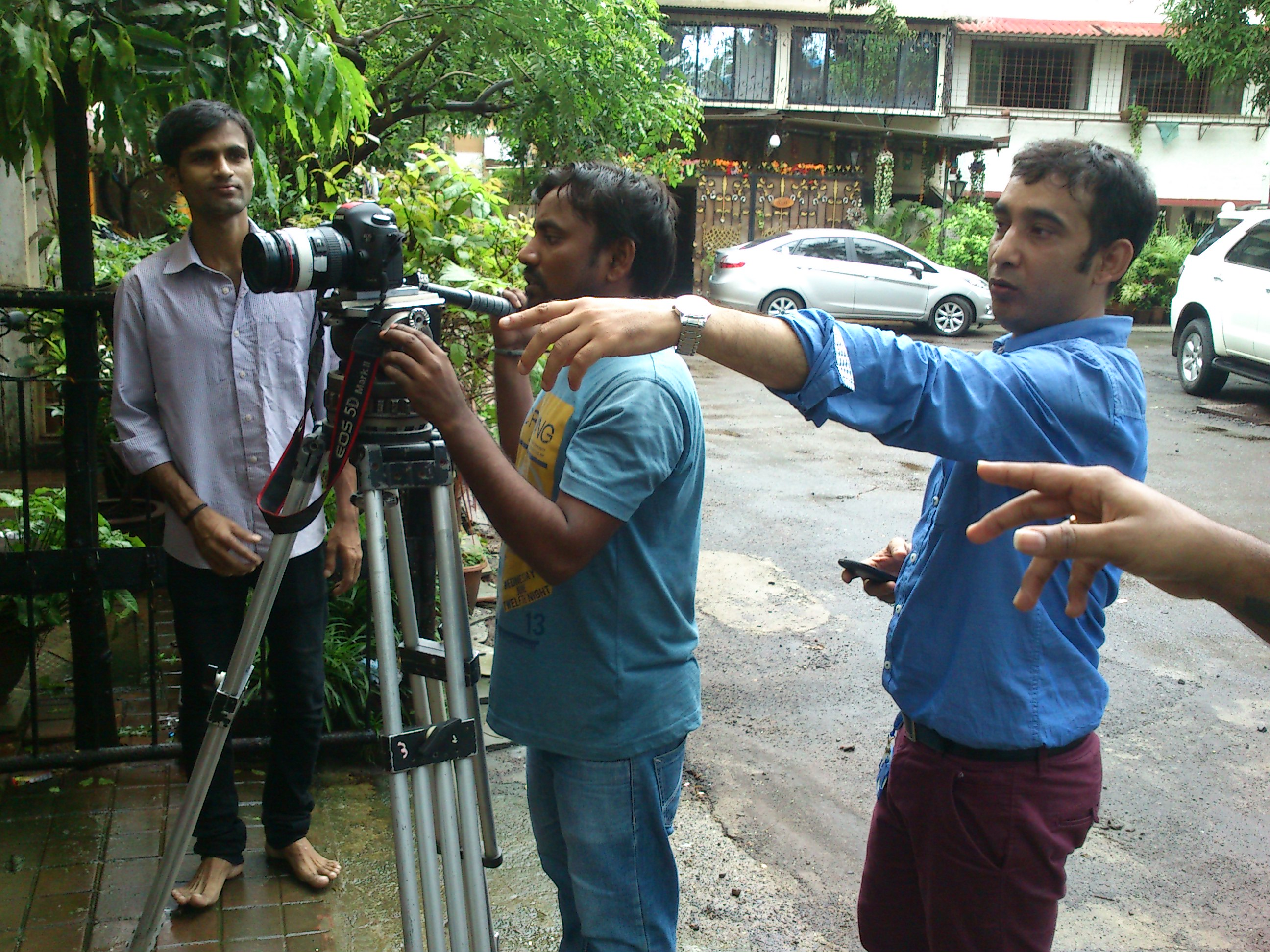
Petite équipe de tournage sur un court métrage.

Un court métrage (également écrit court-métrage',,) est un film qui se définit par sa durée, dont la définition précise dépend des normes reconnues selon les pays ou organisations.
Alors que dans le langage courant, il est souvent compris comme un film de moins de 20 ou 30 minutes, la définition officielle par le Centre national du cinéma et de l'image animée (CNC) en France ou par l'Office fédéral de la culture (OFC) en Suisse est liée à une durée de moins de 60 minutes,.
Le court métrage existe dans la même diversité de formes, de techniques et de genres que le long métrage : documentaire, fiction, film en prise de vues réelles, film d'animation, film expérimental, etc.

## La définition d'un court métrage
La limite entre court, moyen et long métrage peut varier selon les définitions :
- en France, le Centre national du cinéma et de l'image animée (CNC) se base sur un décret officiel datant de 1964[8], qui définit un court métrage comme un film dont le métrage n'excède pas 1 600 mètres en format 35 mm (ou la longueur équivalente dans les autres formats), soit une durée d'environ 59 min. Dans d'autres pays, la définition (durée) n'est pas forcément la même.
- cependant, pour Gilbert Cohen-Séat, « Quel que soit le contenu d'un film — ou sa nature — on appelle « courts métrages » les films dont la longueur est inférieure à 900 m (moins de 33 min, moins de trois bobines, en 35 mm), et « longs métrages » les films dépassant 2 400 m (plus de 1 h 28 min, plus de huit bobines) »[9].
- les films de plus de 30 minutes sont d'ailleurs généralement appelés moyens métrages et ne sont pas toujours acceptés dans les festivals de courts métrages ;
- depuis quelques années, on appelle très courts les films dont la durée n'excède pas trois minutes, titre et générique non-compris. Un festival est devenu la référence de ce type de format : le Très Court International Film Festival qui se tient chaque année partout dans le monde et simultanément, début juin ;
- en anglais, le long métrage est appelé feature film, et sa durée est au-dessus de 40 minutes. En dessous de 40 minutes, c'est un court métrage, appelé featurette film, ou short film, et de moins de trois minutes, un très court, very short film.

## Économie du court métrage

### Des modes de distribution alternatifs
Peu répandu dans les circuits de distribution classique, le court métrage profite néanmoins d'un intérêt certain dans les festivals spécialisés (sur support argentique ou numérique) ainsi que sur Internet où des sites web lui sont consacrés.
Il faut souligner les efforts du CNC et de certains distributeurs pour promouvoir le court métrage : il est de plus en plus fréquent de voir en salle des programmes constitués uniquement de courts métrages. Sur France 3, l’émission Libre Court est dévolue au court métrage depuis 1992,. Ce format bénéficie également du développement de la télévision par câble et satellite, plusieurs chaînes achetant et diffusant régulièrement des courts métrages. Enfin, le DVD a offert un nouveau support de diffusion à ces films, sous forme de suppléments ou de DVD leur étant exclusivement consacrés.
Par ailleurs, Lowave et Re : Voir éditent également des DVD de courts métrages.
Les Éditions Yellow Now ont publié, en 2004, Une encyclopédie du court métrage français.

### Bref
Éditée par L’Agence du court métrage, Bref, le magazine du court métrage a été créée en 1989 par François Ode, fondateur et premier délégué général de l'Agence du court métrage,.
Développé autour du rédacteur en chef Jacques Kermabon, on y note les signatures de Raphaël Bassan, Michel Chion, Rodolphe Olcèse, Christophe Chauville, Cécile Giraud, Donald James, Sylvie Delpech, Stéphane Kahn, Marc Mercier, Luc Moullet, Michel Roudevitch...
- À partir de 2007, chaque numéro est livré aux abonnés, accompagné d'un DVD contenant les films critiqués dans le numéro. Ce DVD est édité par les éditions Chalet pointu.
- Depuis 2016, Bref a pris la forme d’une revue annuelle de 160 pages associée à une formule numérique enrichie, un site où sont édités des contenus rédactionnels spécifiques et, pour les abonnés, des courts métrages à découvrir en ligne, régulièrement renouvelés[14].

Tous les genres du court métrage sont évoqués sous forme de critiques de films liés à l'actualité, de dossiers sur un cinéaste. Des genres tels que le cinéma documentaire, le cinéma expérimental, le cinéma d'animation, l'art vidéo, les films diffusés sur Internet sont suivis de près.

## La politique du court métrage en France
- Jusqu'en 1939, l'industrie du court métrage est entravée par deux phénomènes :
  - l'absence d'aide d'État pour l'économie du court métrage ;
  - les salles de cinéma pratiquent régulièrement le double programme (projection successive de deux longs métrages) ;
  - par conséquent, les professionnels du court métrage se regroupent dans des coopératives de production et surtout de distribution (par exemple les Artisans d'art du cinéma).

- La loi 26 octobre 1940 (Loi de réglementation de l'industrie cinématographique, confirmée par la loi du 29 septembre 1948) constitue une étape majeure en instaurant une protection du court métrage :
  - le passage d'un court métrage devient obligatoire en début de séance ;
  - 3 % des recettes de la séance reviennent au court métrage.

Cependant, le système ne favorise pas nécessairement l'émergence de courts métrages de qualité. Ceux-ci sont trop fréquemment publicitaires.
- En 1953, la législation est modifiée deux fois :
  - le 6 août 1953, une loi supprime la rémunération automatique du court métrage au prorata des recettes brutes au profit d'une prime à la qualité. Ceci à la grande satisfaction des réalisateurs ;
  - le 21 août 1953, un décret-loi supprime l'obligation de projeter un court métrage français avant chaque long métrage français. Le double programme est donc en théorie de nouveau autorisé.
  - C'est la douche froide pour le monde du court métrage qui va se mobiliser au sein du Groupe des trente (Alexandre Astruc, Jacques Baratier, Yannick Bellon, Georges Franju, Paul Grimault, Robert Hessens, Marcel Ichac, Pierre Kast, Roger Leenhardt, Chris Marker, Jacques Demy, Robert Ménégoz, Jean Mitry, Fred Orain, Jean Painlevé, Paul Paviot, Alain Resnais, Georges Rouquier, et al.), dont l'action aura un grand retentissement[15].
- Les Journées internationales du film de court-métrage de Tours (1955-1971), manifestation pionnière du genre en France, va assurer son rayonnement[16]. Le Festival de Tours va émigrer à Grenoble, puis à Lille dans les années 1970. Durant les dernières éditions du Festival de Lille, l'association Sauve qui peut le court métrage organise des rencontres, souvent nationales, de courts métrages à Clermont-Ferrand. En 1982, le festival du court métrage de Clermont-Ferrand est créé, il deviendra la manifestation-phare du genre, tandis que se multiplient les festivals consacrés aux courts métrages.

## La politique du court métrage en Suisse
- En Suisse, le court métrage fait partie de l'encouragement de cinéma de l'Office fédéral de la culture (OFC). Il est d'ailleurs exempté de l'aide sélective au développement et à la postproduction[17].
- La plupart des fonds régionaux dédiés à l'encouragement du cinéma soutiennent aussi la production des courts métrages
- Depuis 2017, l'association Pro Short s'engage pour améliorer les conditions de production et de diffusion des courts métrages[18].

## Festivals

### En Catalogne
- Le FILMETS Badalona Film Festival, de Badalone[19].

### En France

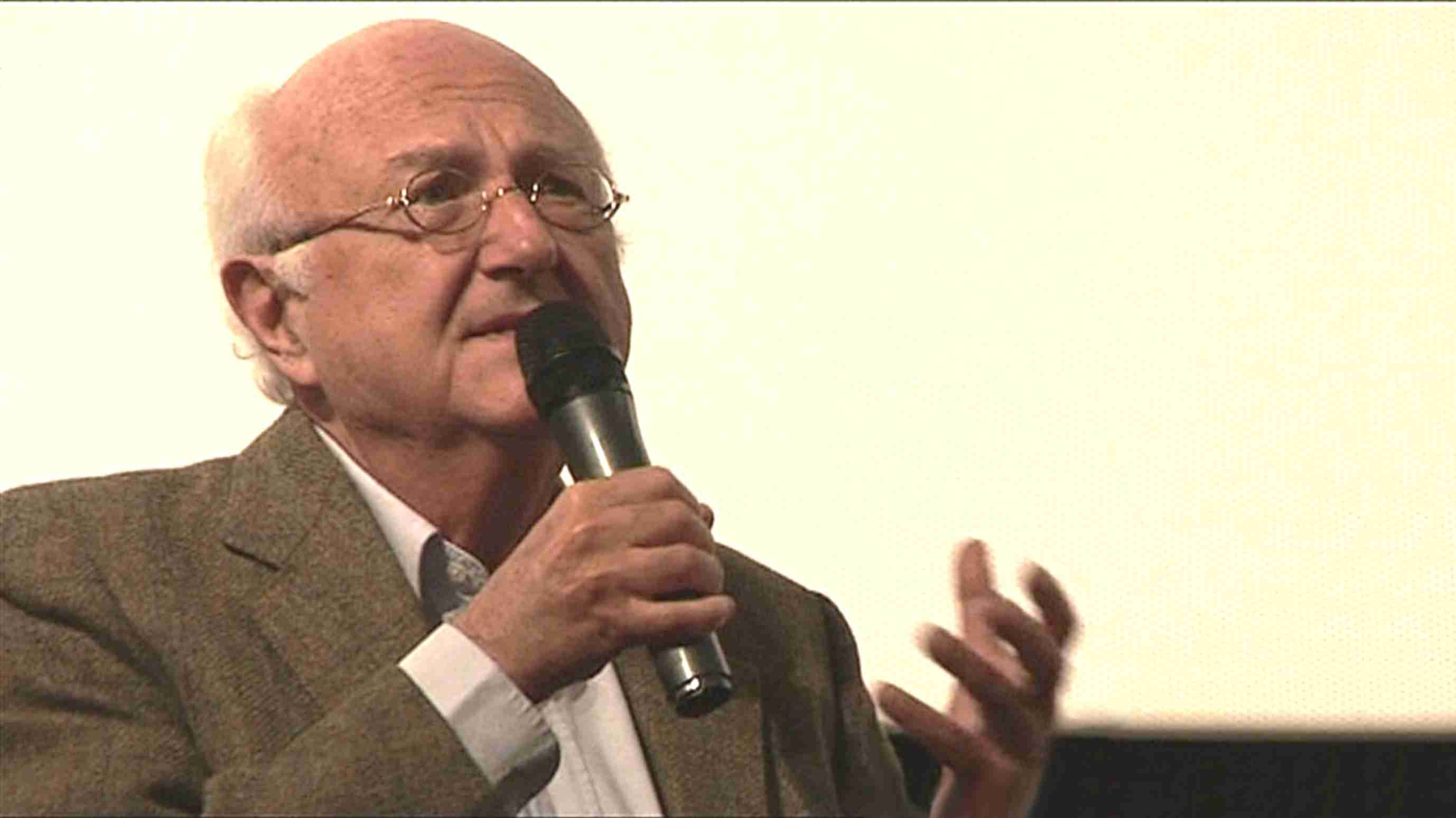
Le grand compositeur de musique de film Vladimir Cosma invité d'honneur 2013 du Festival du Film de L'Isle-Adam spécialisé dans le court-métrage

- Le festival du court métrage de Clermont-Ferrand a lieu tous les ans début février par l'association Sauve qui peut le court métrage[20]. Il s'agit du plus grand festival consacré au court métrage au monde en termes d'entrée (plus de 160 000 en 2017)[21]. C'est le deuxième festival français de cinéma après Cannes[22]. Le festival est composé de trois compétitions (nationale, internationale et Labo) et propose chaque année des rétrospectives thématiques et pays[20]. En parallèle du Festival est organisé le Marché du Film Court, qui accueille plus de 3,500 professionnels du monde entier, venus défendre la création, la production et la diffusion du format court[21].
- À Dinan, le Festival Films courts de Dinan, s'attache à mettre en avant les courts métrages réalisés au sein de l'espace francophone[23].

- À Pantin, Le Festival Côté court est un festival consacré aux formes cinématographiques courtes, créé en 1992 à l'initiative du département de la Seine-Saint-Denis et de la ville de Pantin. Animé par l'association Côté court, que Sylvie Pialat a présidée de 2006 à 2015, il est organisé autour de quatre axes : les compétitions (Fiction, Prospective et Art vidéo), la sélection du Panorama et des Écrans libres (hors compétition), les artistes invités, et les actions de formation et d'éducation à l'image. La direction artistique de la manifestation est assurée par Jacky Evrard. Il se spécialise également dans la programmation de courts métrages documentaires ou de fiction, ainsi que de films expérimentaux et art vidéo[24].

- Des festivals, comme celui de Brive[25] ou Hors Pistes au Centre Pompidou, s'attachent à la promotion des « moyens métrages » (des courts métrages sont aussi programmés, ainsi la sélection peut inclure des films allant de une seconde à 59 minutes), mais ce genre n'est pas officiellement admis, il relève donc de la catégorie des courts métrages[26].

- À Nice, l’Association héliotrope, organise chaque année au mois d'octobre Un festival c’est trop court. Un événement qui réunit de nombreux programmes compétitifs européens autour de courts métrages[27].

- À Brest, depuis 1986, sont projetés chaque année des courts et moyens métrages, au Festival Européen du Film Court de Brest[28]. Pendant une à deux semaines selon les années, des œuvres européennes sont sélectionnées, projetées et récompensées. L'association Côte Ouest, fondée un an plus tard, soutient cette manifestation[28].

- À Trouville se passe le festival de rencontre franco-québécoise, durant la première semaine de septembre[29].

- À Aix-en-Provence en décembre, le Festival Tous Courts avec près de 180 films venus des cinq continents, tente de montrer toute la vitalité de la jeune création[30].
- Le festival 7ème Art Jeunes Talents (anciennement intitulé Festival Tournez Jeunesse) de Monistrol-sur-loire, qui a lieu la 3eme semaine d’Octobre de chaque année, à la particularité de récompenser les courts-métrages réalisés par les jeunes de moins de 25 ans[31],[32],[33].

- À Paris, depuis 2000, le Très Court International Film Festival où 3 000 à 3 500 très courts issus du monde entier sont visionnés chaque année ; 150 sont retenus dans les sélections du festival (Compétition internationale, Paroles de femmes, Différences, Animation, Familiale, Music'n Dance, Trash'n Glam)[34]. Un jury professionnel récompense trois films (Grand Prix, Originalité, Animation)[35]. Le Festival est diffusé simultanément dans une centaine de villes à travers le monde entier et l'ensemble du public est invité à décerner un prix dévoilé quelques jours après la fin du festival[34].

- À Lille, l'Association Prix de Court organise depuis 1984 le Festival du Cinéma Européen[36]. Sur plus de 3 000 films envoyés de toute l'Europe, 70 sont sélectionnés et diffusés lors de la semaine du festival. Les prix sont décernés par des jurys de professionnels[36].
- À Anglet, depuis 2005, se déroule chaque année, au mois de novembre, le Festival International du court-métrage d'Anglet (FIFAVA). Il décerne six prix. Le grand prix Genêt d'or, le prix du film de fiction, le prix du film d'animation, le prix du film documentaire, le prix de la ville d'Anglet, le prix du public.

- À Bordeaux, l'association Extérieur Nuit organise en avril le Festival européen du court métrage depuis 1997[37]. Au fil des années des sélections classique, animation, junior, senior ou encore talents bordelais se sont succédé chaque année, provenant de toute l'Europe[37]. Ce festival reçoit chaque année le soutien de Kedge Business School (anciennement Bem), ainsi que de celui de la Mairie de Bordeaux[37].

- À Audincourt, en mai, se déroule le Bloody Weekend[38]. C'est un événement culturel réunissant d’un côté une compétition internationale de courts métrages (fiction et animation) sur le thème du fantastique, science-fiction, horreur[38]. Un jury de professionnels du cinéma décerne quatre prix : grand prix, prix du meilleur scénario, prix des effets spéciaux, et meilleur court métrage d'animation[38].

- À Angoulême, se déroule depuis 2004 le festival du Film Court d'Angoulême[39]. Depuis longtemps consacré aux films d'étudiants, le festival diffuse maintenant des films indépendants et les films produits en région Nouvelle-Aquitaine[39]. La manifestation se déroule en avril[40].

### En Belgique
En Belgique, se retrouvent également de nombreux festivals désireux de promouvoir le court métrage.
- Parmi ceux-ci, le festimages[41], se tenant chaque année dans le courant du mois de mars à Charleroi. Il est l'occasion d'une rencontre entre le public et les professionnels du métier. Un concours des écoles de cinéma belges y est organisé afin de mettre en avant de tout jeunes cinéastes. On y retrouve aussi des séances pédagogiques destinées à sensibiliser les plus jeunes à la culture cinématographique.
- À Bruxelles se déroulent le « Brussels Short Film Festival » (festival du court métrage de Bruxelles)[42] et le Polycule[43], le festival du court-métrage étudiant où les cinéastes viennent présenter leur création[43].
- Namur accueille également le festival du court métrage Média 10-10[44].
- Neufchâteau organise le festival du court métrage d'animation.
- La Ville de Seraing organise le festival « Caméras Citoyennes » via son service audiovisuel Espace Media[45].

### Au Québec
Au Québec, chaque année, se tient Regard sur le court métrage au Saguenay, une manifestation compétitive de cinq jours au mois de mars. Dix prix sont remis aux cinéastes internationaux. On y retrouve un des seuls marchés du court métrage de cette ampleur au Québec.
Trois-Rivières en Mauricie a son propre festival de courts métrages. Le long week-end du court se déroule normalement vers la fin de l'été et met en lumière les œuvres ayant parus durant la dernière année. L'événement se démarque par ses choix de thématiques champ gauche.
Le carrousel international du film de Rimouski possède également un marché de court métrage. Pionnier des festivals de films pour la jeunesse en Amérique du Nord, le Carrousel a réussi à se tailler une place sur la scène nationale et internationale.

### En Grèce
En Grèce depuis 1978 existe le festival du court métrage de Dráma.

## Records
- Le court métrage le plus court ayant obtenu un visa d'exploitation américain est le film Soldier Boy réalisé par Les Sholes et dure 7 secondes[51].
- En 1993, Omnibus de Sam Karmann obtient l'Oscar du meilleur court métrage en prises de vues réelles et la Palme d'or du court métrage.
- Le Mozart des pickpockets de Philippe Pollet-Villard et Logorama du studio H5 sont deux courts métrages français à remporter simultanément l'Oscar du meilleur court métrage en prises de vues réelles et le César du meilleur court métrage, respectivement en 2008 et 2011[52],[53].
- En 2012, le court métrage C’est pas de chance, quoi! de Hélène Médigue, traitant de l'austisme, est acheté et diffusé par France Télévisions, sélectionné au 35e festival du court métrage de Clermont-Ferrand, diffusé en salle à Paris par Sophie Dulac et dans de nombreux festivals internationaux. Hélène Médigue C'est pas de chance quoi! vidéo officielle Youtube.com
- En 2013, le court métrage Avant que de tout perdre de Xavier Legrand remporte consécutivement les quatre principaux prix au festival du court métrage de Clermont-Ferrand (Grand Prix National, Prix du Public, Prix de la Presse, Prix de la Jeunesse)[54].
- Depuis sa sortie en 2013, le court métrage Lapsus réalisé par Karim Ouaret, qui a obtenu 84 prix et plus de 116 nominations à travers le monde, devient le film français toutes catégories (courts et longs) le plus récompensé de tous les temps[réf. nécessaire][55],
- En 2014, le court métrage Lines d'Amy Jo Johnson est ovationné par la critique, tout en remportant une multitude de prix dans de nombreux festivals[56],[57],[58].
- En 2014, le court métrage Fatal de Karine Lima a reçu 5 récompenses et 12 nominations, ce qui est un record pour une réalisatrice de courts métrages[59],[60],[61].
- En 2015, Madame est bonne, réalisé par Vincent Vitte, Adrien Rogé et Daniel Cohen-Séat, devient le premier court métrage le plus soutenu de France sur une plateforme de financement participatif, avec 22 040 € collectés[62],[63].
- En 2015, avec plus de 30 millions de vues sur YouTube, Kung Fury de David Sandberg est le court métrage le plus visionné de l'histoire de la plateforme, mais aussi le court métrage le plus vu de tous les temps[64],[65].
- En 2017, In a Heartbeat d'Esteban Bravo et Beth David devient le court métrage le plus visionné de la plateforme YouTube toutes catégories confondues, avec 40 millions de vues[66].

## Diffusion sur Internet
Des plateformes de diffusion ont émergé depuis quelques années, offrant à ces films une nouvelle vie après leur exploitation en festival ou leur passage à la télévision. Un autre avantage de la diffusion sur Internet et l'accès à un public mondial grâce à la création de sous-titre par les utilisateurs,.

#### Genres
- Clip
- Documentaire

#### Organismes professionnels
- Groupe des Trente (France, 1953)
- Les Lutins du court métrage (France)
- La Maison du film (France)
- L'Agence du court métrage (France)
- Pro Short (Suisse)